# Ronald V. Clarke
Ronald V. Clarke (* 1941) ist ein britisch-amerikanischer Psychologe und Kriminologe, der zuletzt an der Rutgers University in New Jersey lehrte und forschte. 2015 wurde er mit dem Stockholm Prize in Criminology ausgezeichnet.
Clarke machte 1962 seinen Bachelor-Abschluss in den Fächern Psychologie und Philosophie an der University of Bristol und wechselte dann an die University of London, wo er 1965 das Master-Examen (Klinische Psychologie) ablegte und 1968 zum Ph.D. promoviert wurde. Danach war er 15 Jahre lang für die kriminologische Forschungsabteilung der britischen Regierung (Home Office Research and Planning Unit) tätig, ab 1982 als Direktor.
1984 siedelte Clarke in die Vereinigten Staaten über und war dort erst Professor of Criminal Justice an der Temple University und von 1987 bis 1998 Dekan und Professor an der Rutgers University.

## Schriften (Auswahl)
- Herausgegeben mit Michael S. Scott: Problem-oriented policing. Successful case studies. Routledge, New York 2020, ISBN 9781138313897.
- Herausgegeben mit Marcus Felson: Routine activity and rational choice. Transaction Publishers, New Brunswick 2004, ISBN 0765808315.
- Herausgegeben mit Derek B. Cornish: Crime control in Britain. A review of policy research. State University of New York Press, Albany 1983, ISBN 0873957377.
- Herausgegeben mit  P. Mayhew.: Designing out crime. H.M.S.O., London 1980, ISBN 0113407327.